# Frailea
Frailea is een geslacht van cactussen. De soorten komen voor in Brazilië, Argentinië, Uruguay en Paraguay.

## Soorten
- Frailea castanea
- Frailea cataphracta
- Frailea pygmaea
- Frailea pumila

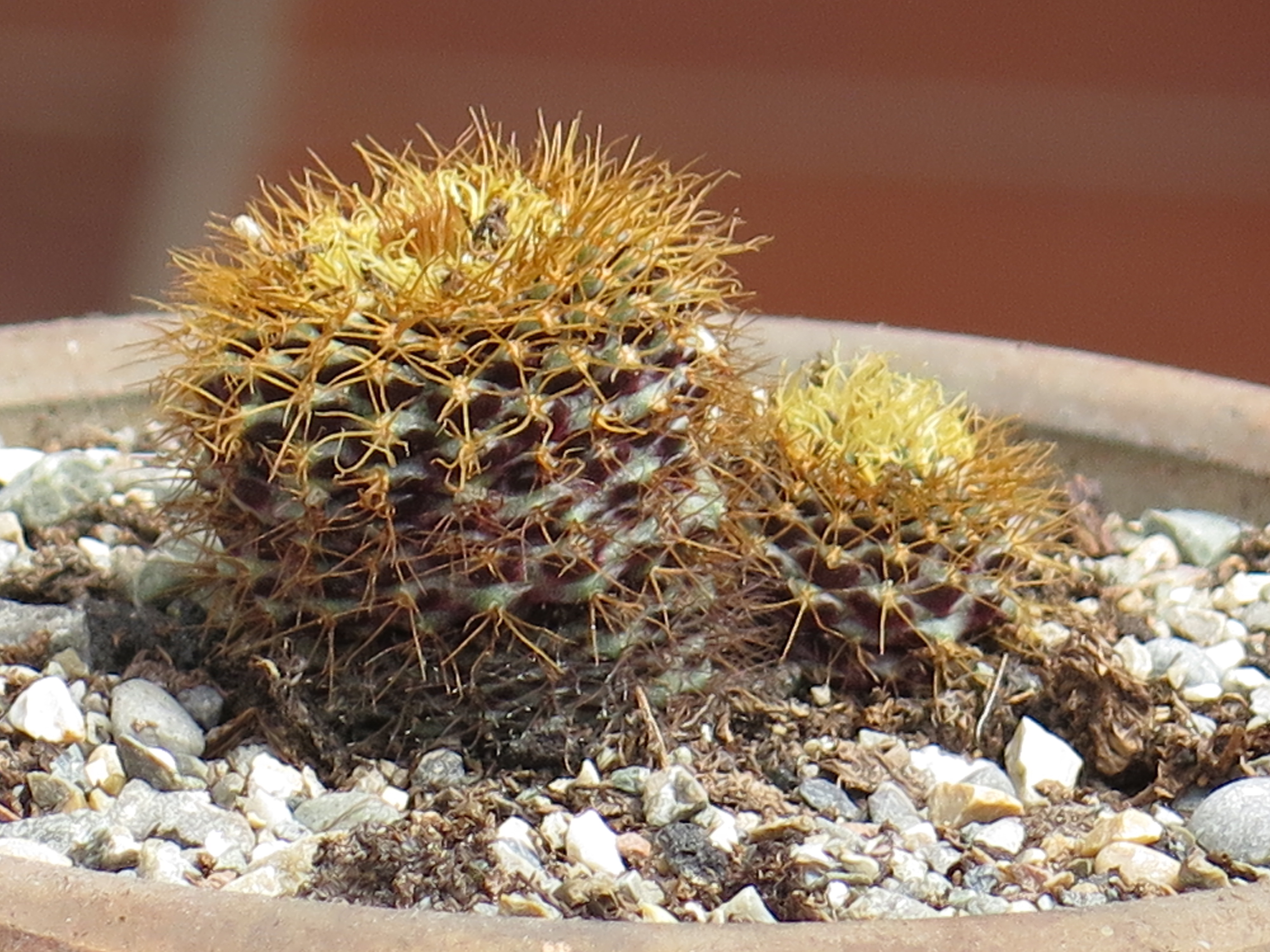
Frailea curvispina
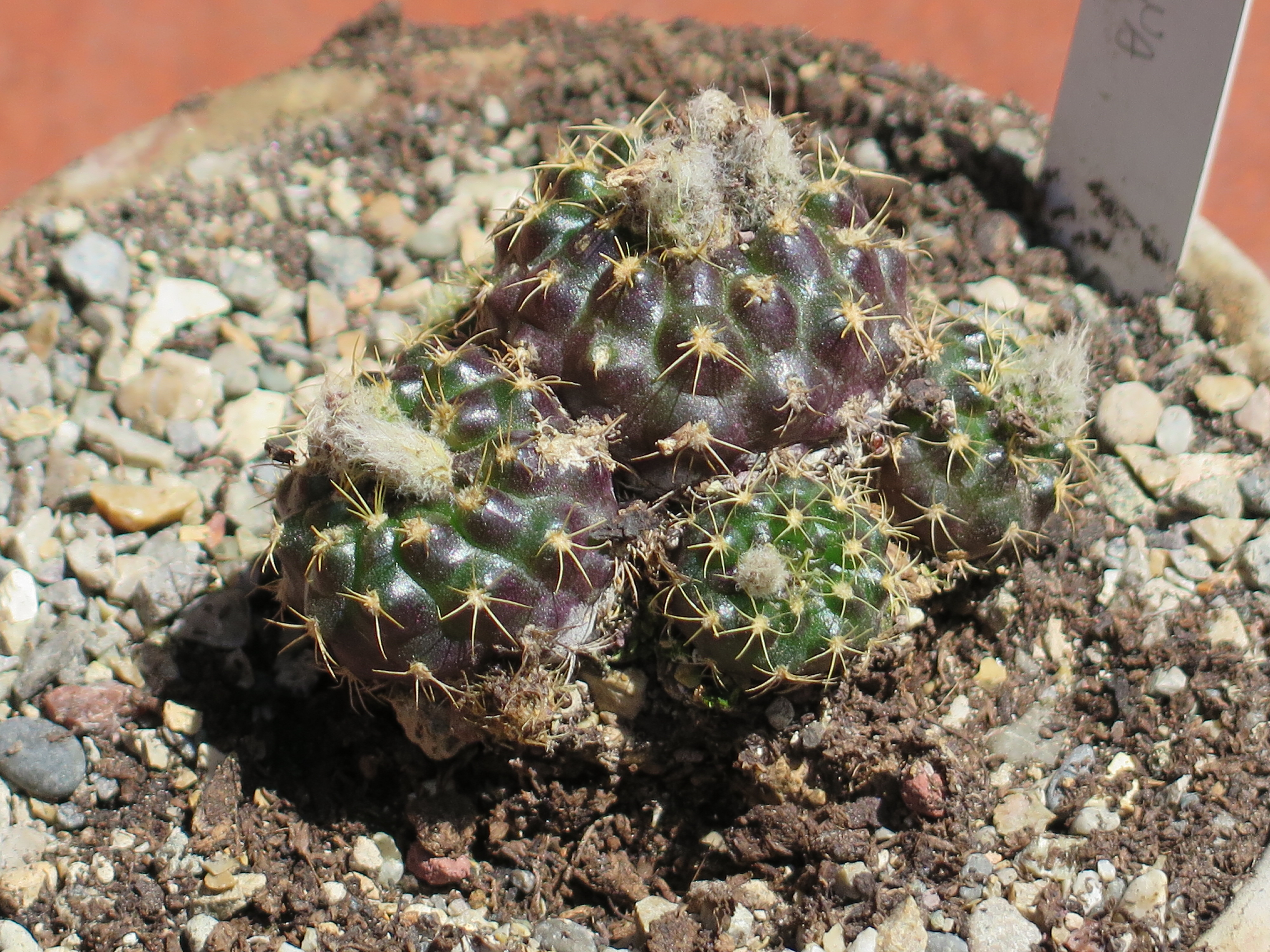
Frailea uhligiana
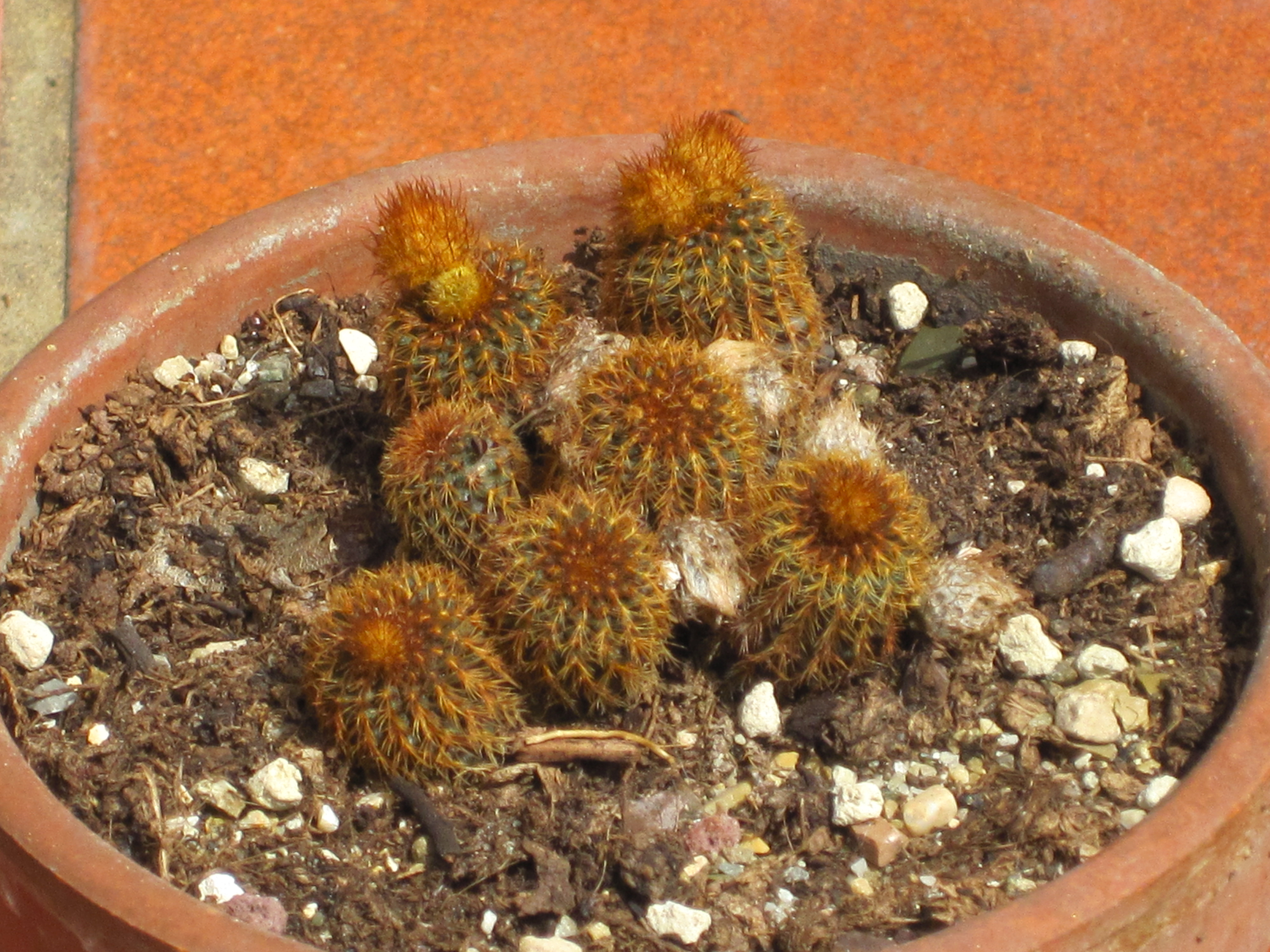
Frailea pygmeae var. aurea
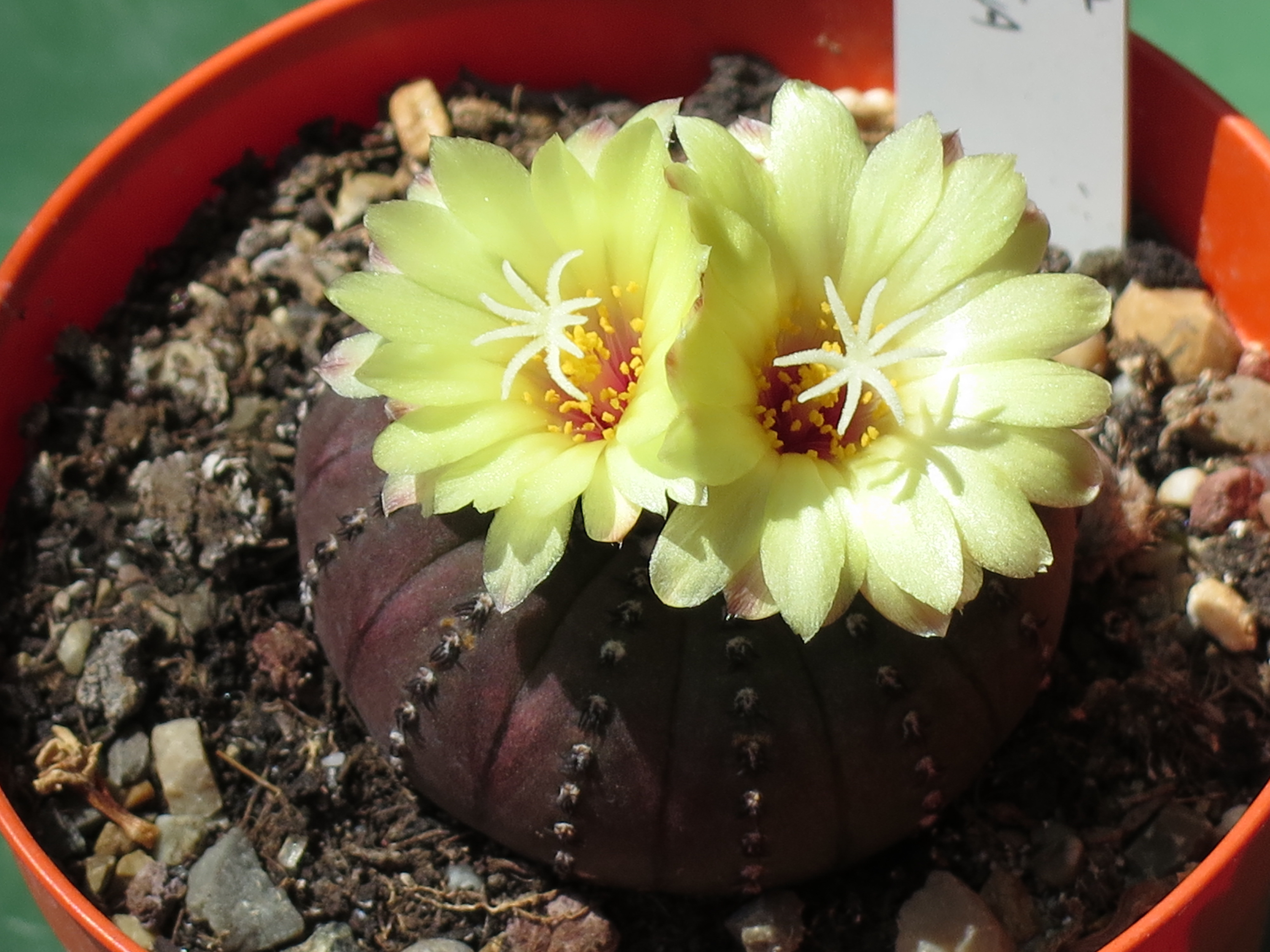
Frailea castanea
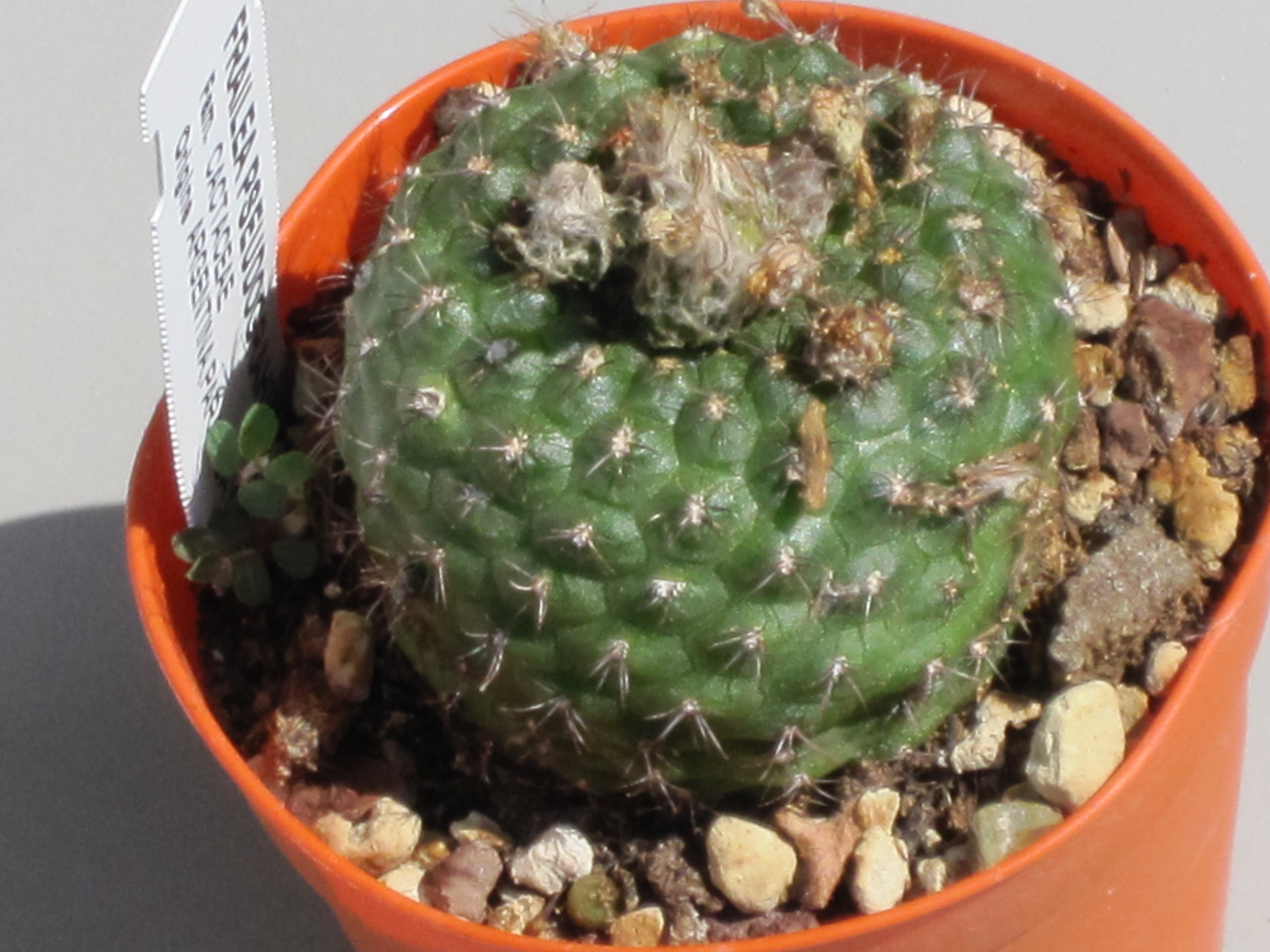
Frailea pseudograhliana
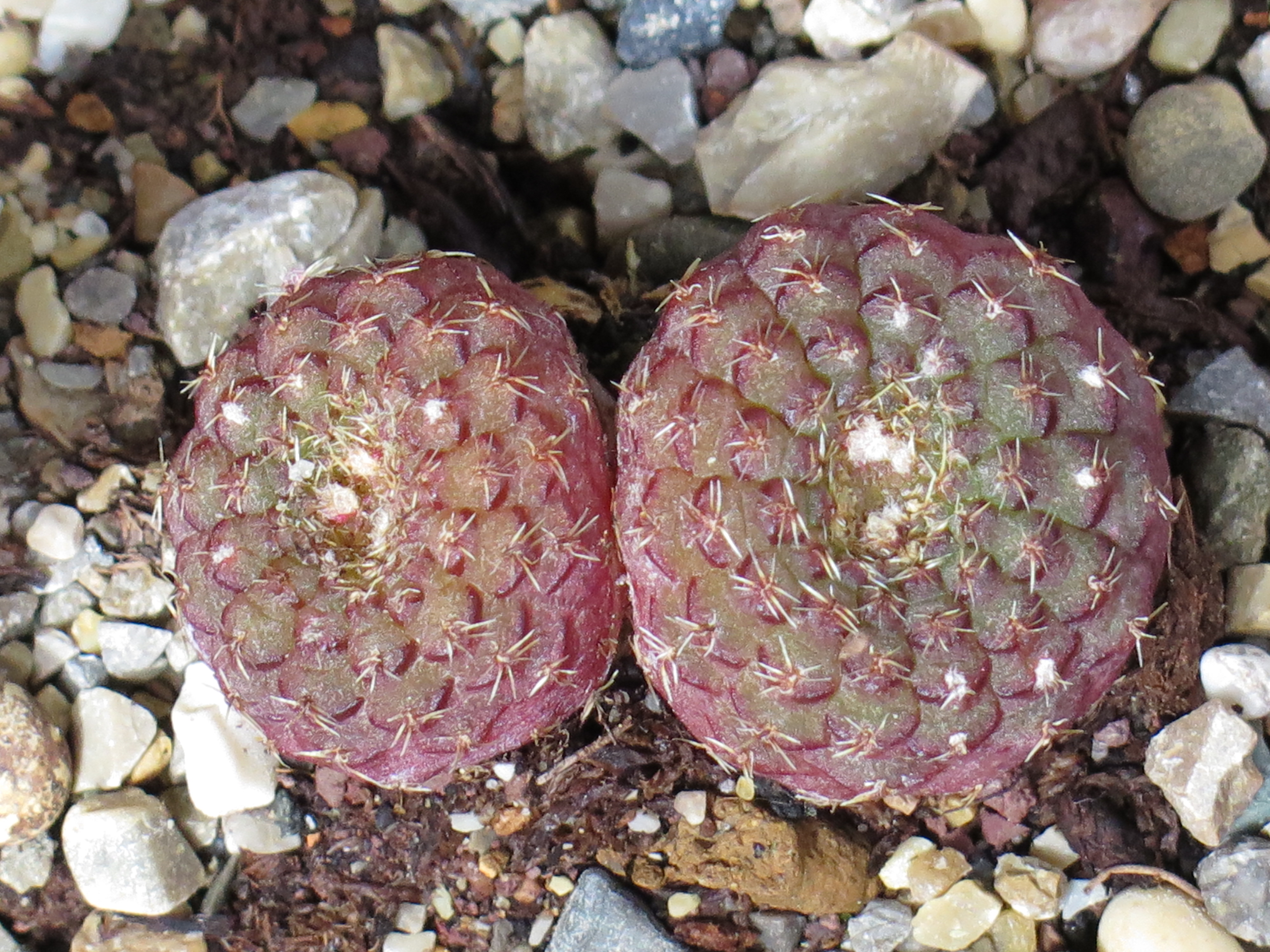
Frailea cataphracta